# Sold Out (альбом)
| Оценки критиков         | Оценки критиков |
| Источник                | Оценка          |
| ----------------------- | --------------- |
| InterMedia              | 7/10            |
| «MTV Россия»            | без оценки      |
| «Московский комсомолец» | без оценки      |
| «ТНТ Music»             | без оценки      |

Sold Out — мини-альбом украинской певицы Светланы Лободы, выпущенный 14 декабря 2019 года на лейбле Sony Music.

## Об альбоме
О выходе нового альбома певица заявила в начале 2019 года. В течение лета певица активно записывала новый материал, работая как с прежними авторами (Monatik, Артём Иванов), так и с новыми. В октябре певица выкладывала фото из студии звукозаписи, обозначая дату выхода ноябрем.
29 ноября певица выпустила сингл «Мира мало», заявив, что это прощание с привычной всем Лободой, и что нас ждёт совершенно новое и непривычное звучание в новом альбоме. 6 декабря певица выпустила сингл «Новый Рим», а 7 декабря стал доступен трек-лист и предзаказ мини-альбома.
В альбом вошло девять треков, семь из них — абсолютно новые. Среди них есть и дуэт «Плохой» с певцом Артёмом Ивановым (IVANOV). Также в пластинку был включён выпущенный ранее сингл «В зоне риска», а также клубный ремикс на сингл «Instadrama», сделанный певицей Maruv.
Sold Out вышел в свет 14 декабря 2019 года. Альбом смог занять верхние позиции чартов iTunes России, Казахстана и Украины. Менее чем за два дня альбом набрал более трехсот тысяч прослушиваний на сервисе VK Music, спустя неделю прослушивания превысили уже один миллион.
В марте 2020 года альбом получил платиновую сертификацию на территории России.

## Отзывы критиков
По мнению музыкального критика Гуру Кена, это самый неудачный релиз Лободы за последние несколько лет. Он заявил, что на альбоме не проглядывается даже намёка на наличие хотя бы одного хита, хотя все треки «сделаны модно, актуально, но звучат безжизненно».

## Список композиций
| №  | Название                 | Автор(ы)                                                  | Длительность |
| -- | ------------------------ | --------------------------------------------------------- | ------------ |
| 1. | «Хиросима»               | Артём Иванов, Анатолий Алексеев                           | 2:49         |
| 2. | «Новый Рим»              | Артём Иванов, Анатолий Алексеев                           | 3:47         |
| 3. | «Синие волны»            | Артём Иванов, Евгений Бардаченко, Томаш Лукач             | 3:25         |
| 4. | «В зоне риска»           | Денис Ковальский                                          | 3:24         |
| 5. | «Bon appétit»            | Анатолий Алексеев                                         | 3:30         |
| 6. | «Сказочный дом»          | Артём Иванов, Анатолий Алексеев                           | 4:10         |
| 7. | «Плохой» (feat. IVANOV)  | Артём Иванов                                              | 3:53         |
| 8. | «#1»                     | Николай Христов                                           | 3:53         |
| 9. | «Insta» (remix by MARUV) | Андрей Фролов, Михаил Бусин, Анна Корсун, Николай Букарев | 3:53         |

## Награды и номинации
| Год  | Награда           | Категория     | Результат | Прим.  |
| ---- | ----------------- | ------------- | --------- | ------ |
| 2020 | ZD Awards         | Лучший альбом | Победа    | [ 21 ] |
| 2021 | ЖАРА Music Awards | Альбом года   | Номинация | [ 22 ] |